# Senior Wrangler

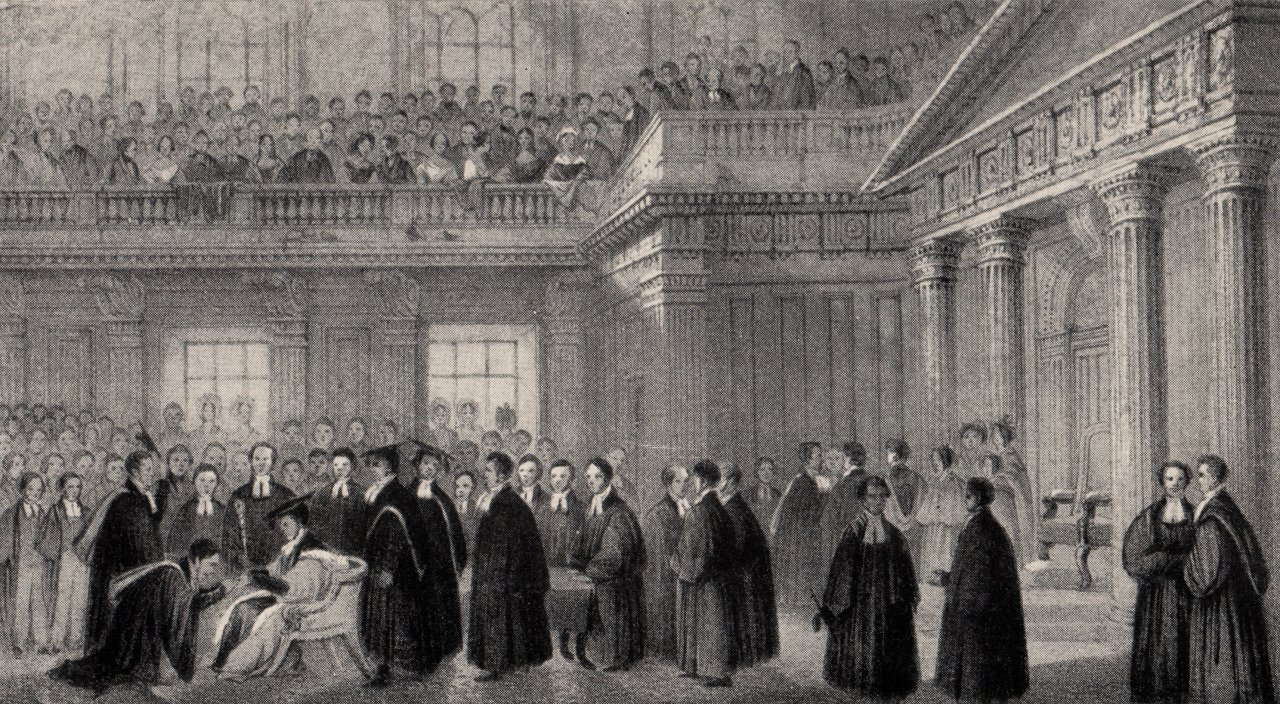
El Senior Wrangler, ganador de la "supremacía académica", es admitido a su grado, 1842

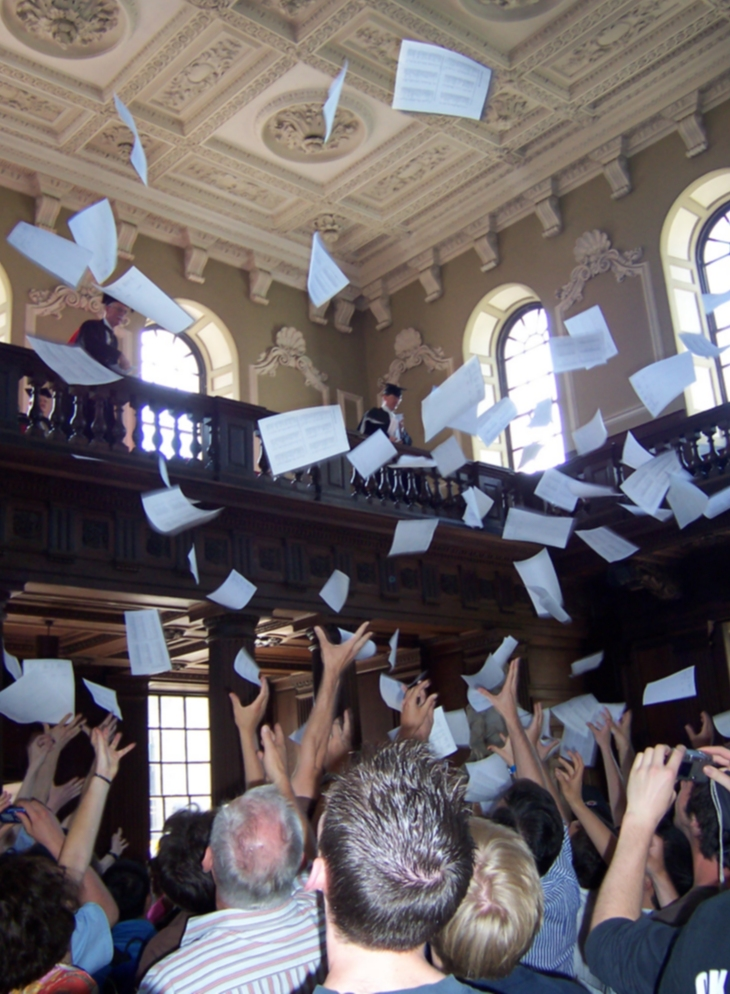
De acuerdo con la tradición, los resultados de los Tripos matemáticos son arrojados desde el balcón de la Cámara del Senado de la Universidad (foto de 2005)

El Senior Wrangler es el mejor estudiante de matemáticas de cada curso en la Universidad de Cambridge, una posición que ha sido descrita como "el mayor logro intelectual alcanzable en Gran Bretaña".
Específicamente, es la persona que logra la calificación general más alta entre los Wranglers: los estudiantes de Cambridge que obtienen títulos de primera clase en matemáticas. El curso de matemáticas de pregrado de Cambridge, o Mathematical Tripos, es famoso por su dificultad. 
Muchos Senior Wranglers se han convertido en figuras líderes mundiales en matemáticas, física y otros campos. Entre los más destacados puede citarse a George Airy, John Herschel, Arthur Cayley, James Inman, George Stokes, Isaac Todhunter, Morris Pell, Lord Rayleigh, Arthur Eddington, J. E. Littlewood, Jayant Narlikar, Frank Ramsey, Donald Coxeter, Jacob Bronowski, Lee Hsien Loong, Kevin Buzzard, Christopher Budd, Ben Green o John Polkinghorne. 
Antiguamente, los Senior Wranglers eran homenajeados con procesiones a la luz de las antorchas, y ocupaban un lugar de honor en la ceremonia de graduación de la Universidad. Los años de los cursos de Cambridge a menudo son recordados por quién ha sido el Senior Wrangler de la promoción.
La ceremonia anual en la que se conoce al Senior Wrangler se celebró por primera vez en el siglo XVIII. De pie en el balcón de la Casa del Senado de la Universidad, el examinador lee los resultados de la clase de matemáticas, y a continuación se arrojan a la audiencia las copias impresas de los resultados. Hoy en día, el examinador ya no anuncia las clasificaciones exactas de los estudiantes, pero todavía identifica al Senior Wrangler al inclinarse el birrete cuando lee el nombre del primer clasificado. 

## Otros Wranglers destacados
La dificultad de los exámenes se ilustra con las identidades de algunos estudiantes que ocuparon puestos destacados, pero que no consiguieron el Senior Wrangler. 
Entre los que alcanzaron el segundo lugar, conocidos como Second Wranglers, figuran Alfred Marshall, James Clerk Maxwell, J. J. Thomson, Lord Kelvin, William Clifford y William Whewell. 
Entre los clasificados en los puestos comprendidos entre el tercero y el decimosegundo, se puede citar a Karl Pearson y William Henry Bragg (terceros), George Green y G. H. Hardy (cuartos), Adam Sedgwick (quinto), John Venn (sexto), Bertrand Russell y Nevil Maskelyne (séptimos), Thomas Malthus (noveno) y John Maynard Keynes (12º).

## Historia
Entre 1748 y 1909, la Universidad anunció públicamente la clasificación, que luego se publicaba en periódicos como The Times. El examen era considerado, con mucho, el más importante en Gran Bretaña y el Imperio. El prestigio de ser Senior Wrangler era considerable, recibiendo grandes muestras de respeto. Andrew Warwick, autor de Masters of Theory, describe el término 'Senior Wrangler' como "sinónimo de supremacía académica".
Desde 1910, a los estudiantes se les notifica su clasificación en privado, y no todos los Senior Wranglers se han hecho públicos como tales. En los últimos años, la costumbre de discreción con respecto a la clasificación se ha desvanecido progresivamente, y todos los Senior Wranglers desde 2010 han anunciado públicamente su identidad. 
La persona más joven en ser Senior Wrangler es probablemente Arran Fernández, quien ocupó el primer puesto en 2013, con 18 años y 0 meses. Con anterioridad,  el más joven probablemente pudo ser James Wilkinson en 1939, que contaba con 19 años y 9 meses de edad. Los más jóvenes hasta 1909 fueron Alfred Flux en 1887, con 20 años y 2 meses, y Peter Tait en 1852, con 20 años y 8 meses.
Dos personas quedaron en la primera posición sin ser proclamadas Senior Wrangler. Una fue la estudiante Philippa Fawcett en 1890. Por entonces, aunque la Universidad permitía a las mujeres participar en los exámenes, no les permitía ser miembros de la Universidad ni recibir títulos. Por lo tanto, no podían ser reconocidas como 'Wranglers', y simplemente se les comunicaba sus resultados en comparación con los candidatos masculinos, por ejemplo, "igual al tercer Wrangler" o "entre el séptimo y el octavo Wranglers". Habiendo obtenido la calificación más alta, se declaró que Fawcett había terminado "por encima del Senior Wrangler". 
El otro era el profesor de matemáticas George Pólya. Como había contribuido a reformar los Tripos con el objetivo de que un rendimiento excelente dependiera menos de resolver problemas difíciles y más de demostrar una comprensión y conocimiento matemáticos amplios, G. H. Hardy le pidió a Pólya que se presentara a los exámenes él mismo, no oficialmente, durante su estadía en Inglaterra durante los años 1924 y 1925. Pólya lo hizo y, para sorpresa de Hardy, recibió la calificación más alta, un logro que, de haber sido estudiante, le habría convertido en Senior Wrangler.

## Usos derivados del término
- Senior Wrangler's Walk es un camino de Cambridge, cuyo recorrido exige el mínimo ejercicio que se consideraba suficiente para un estudiante que aspiraba a convertirse en Senior Wrangler. La ruta era más corta que otros recorridos, como la Wranglers' Walk y el Grantchester Grind, frecuentadas por estudiantes universitarios cuyas aspiraciones eran más bajas.[11]

- Senior Wrangler es a su vez un término utilizado en Cambridge para denominar a la brandy butter, un tipo de salsa consistente hecha a base de brandy, mantequilla y azúcar, que se sirve tradicionalmente en Gran Bretaña con el pudín de Navidad y con los pasteles de carne picada.[12]

- Senior Wrangler es también el nombre de un juego de cartas solitario, alternativamente conocido como Matemáticas y Doble Cálculo, jugado con dos barajas de cartas e involucrando aritmética modular elemental.[13][14]

## Senior Wranglers y finalistas, 1748-1909

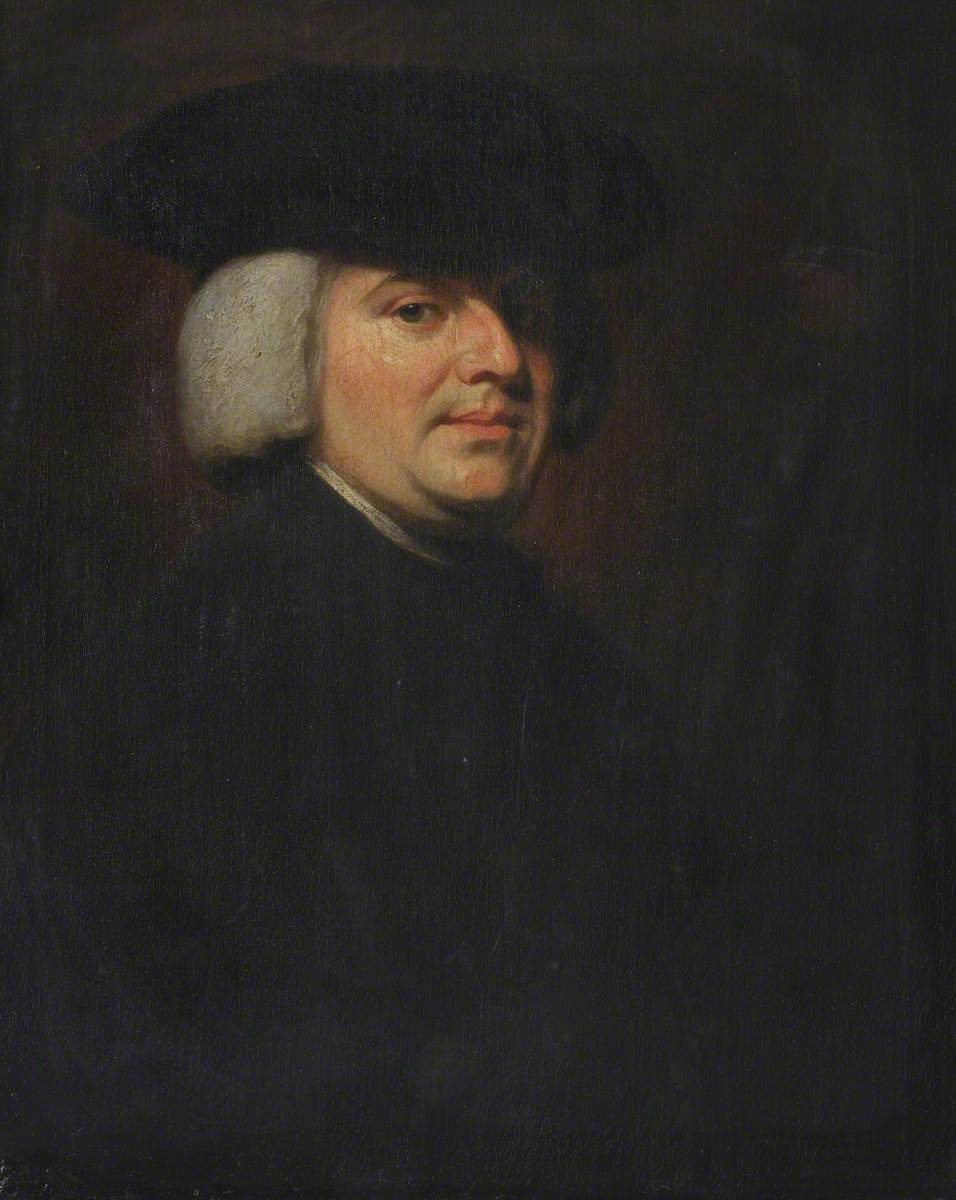
William Paley, Senior Wrangler, 1763

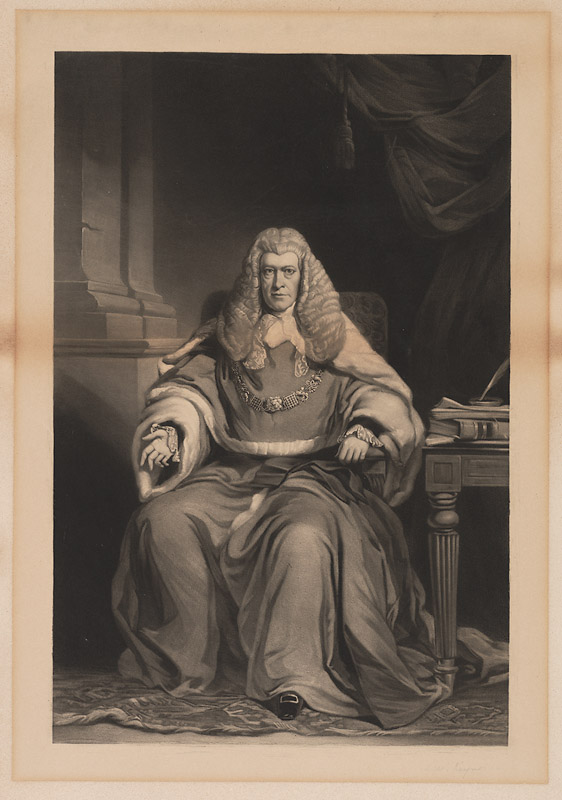
Sir Frederick Pollock, Baronet, Senior Wrangler, 1806

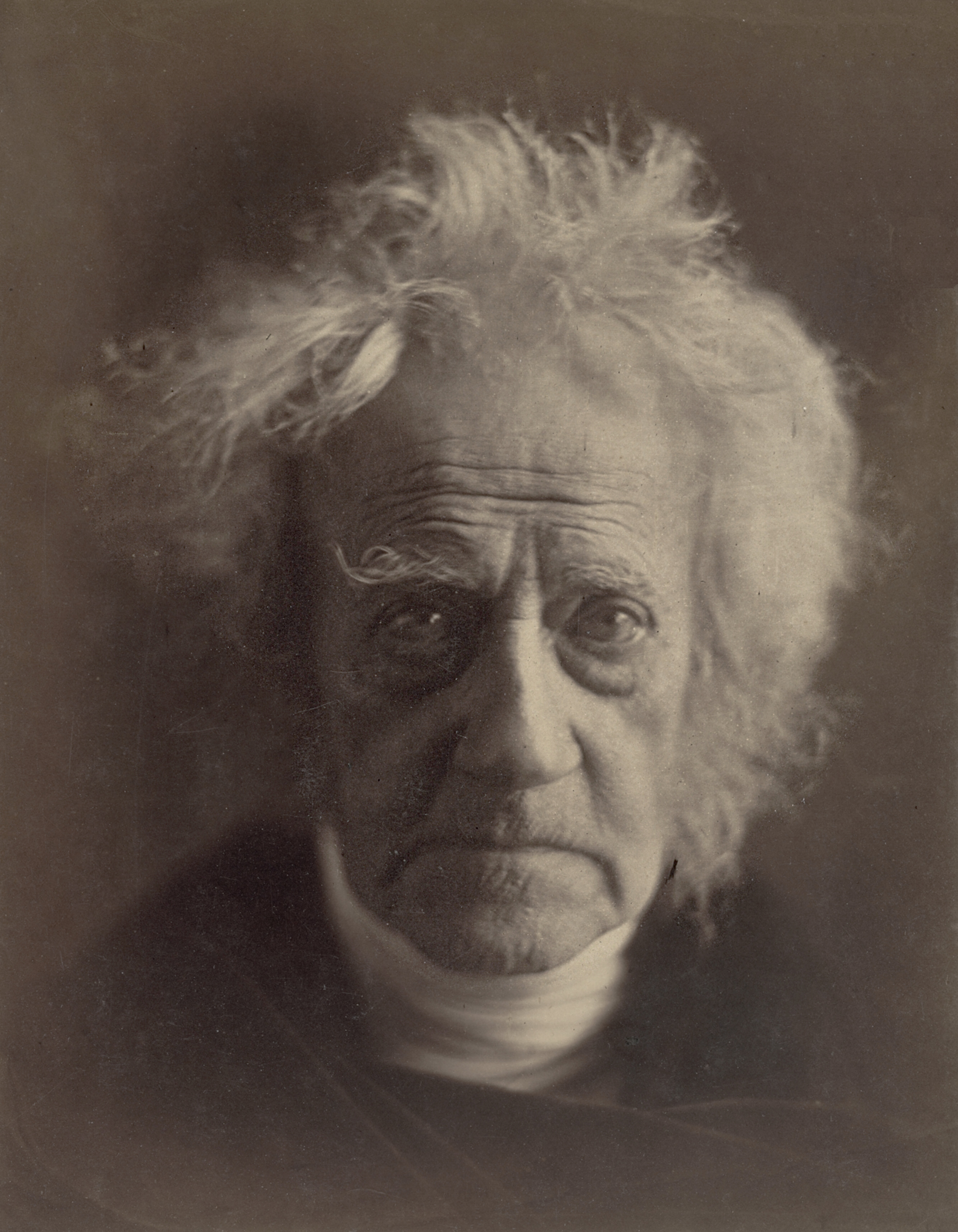
John Herschel, Senior Wrangler, 1813

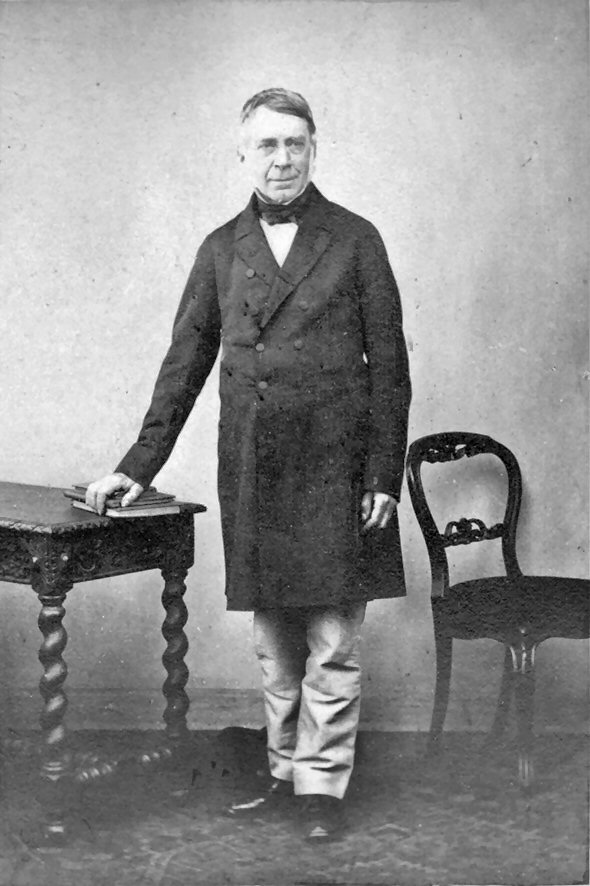
George Biddell Airy, Senior Wrangler, 1823

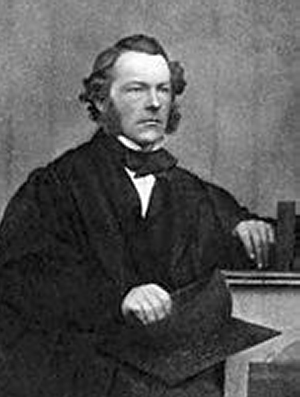
George Gabriel Stokes, Senior Wrangler, 1841

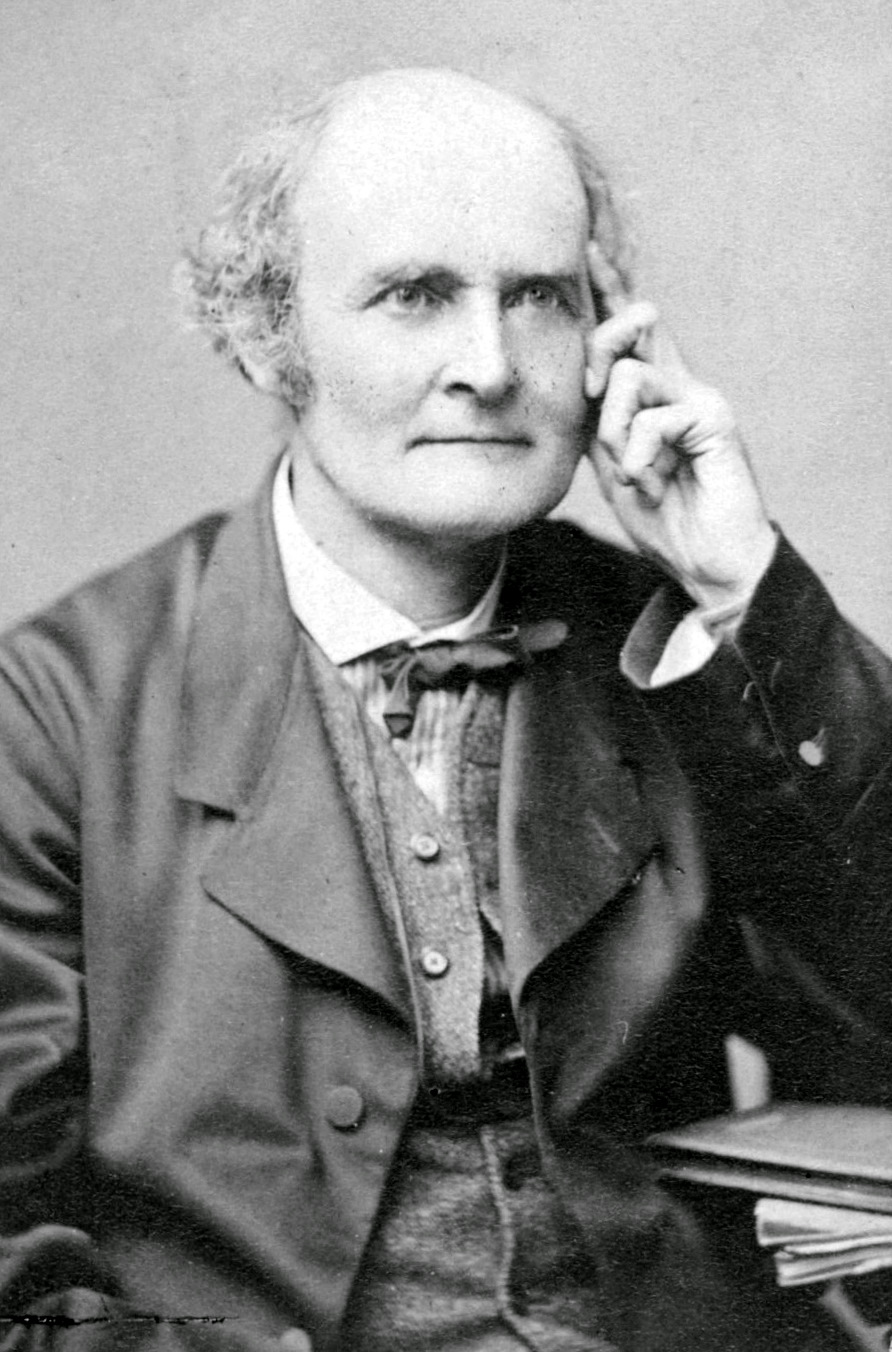
Arthur Cayley, Senior Wrangler, 1842

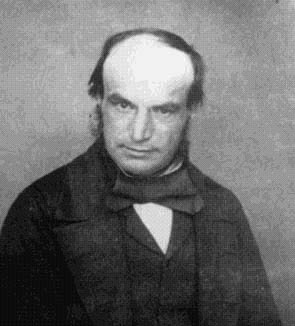
John Couch Adams, Senior Wrangler, 1843

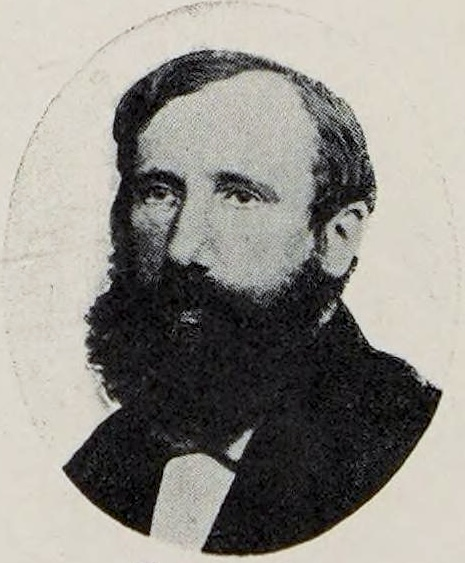
Isaac Todhunter, Senior Wrangler, 1848

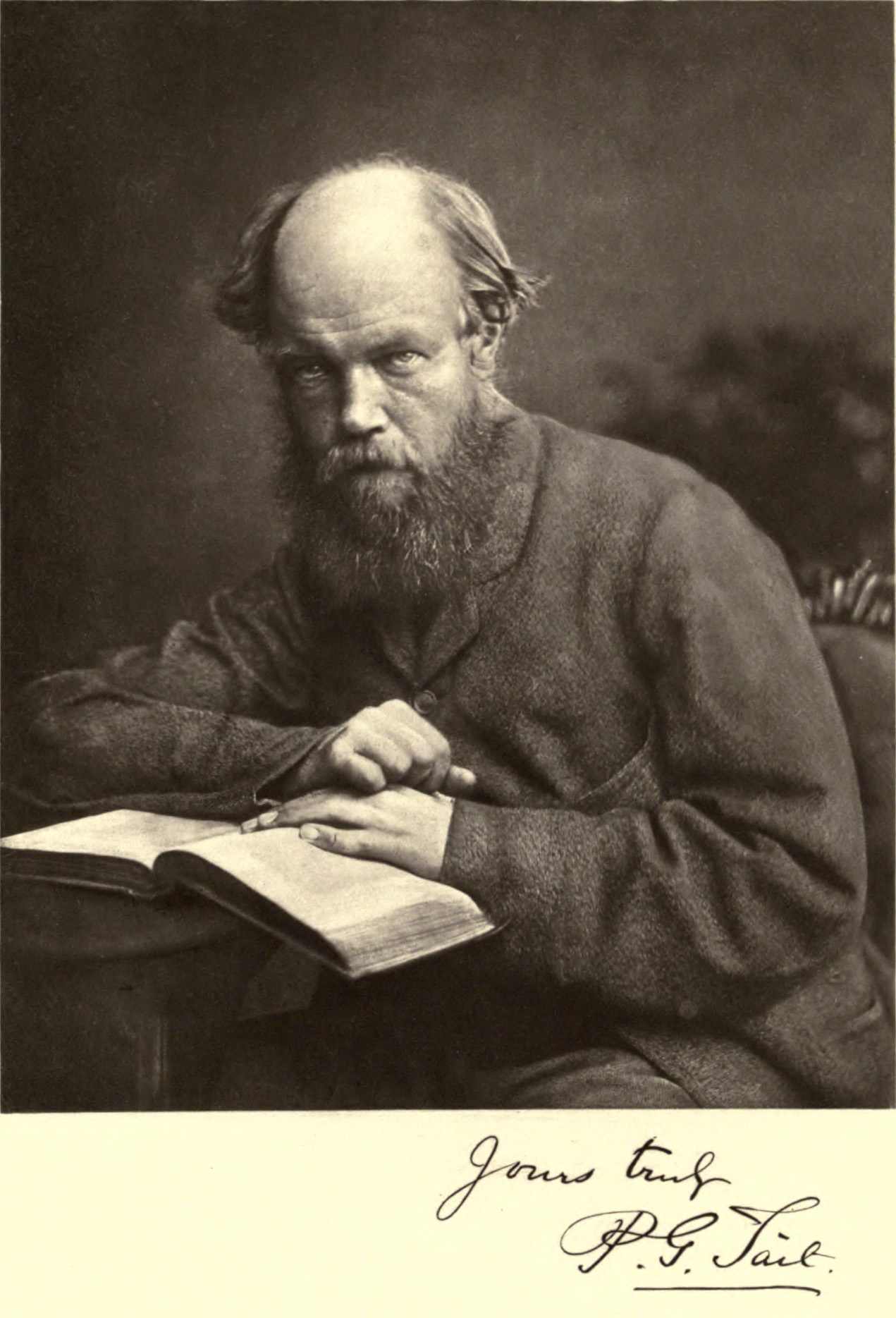
Peter Guthrie Tait, quien a los 20 años y 8 meses en 1852 era el más joven de todos los Senior Wranglers anteriores

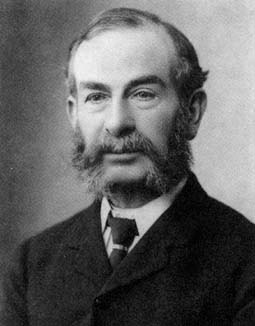
Edward Routh, Senior Wrangler en 1854 y preparador de muchos Senior Wranglers posteriores

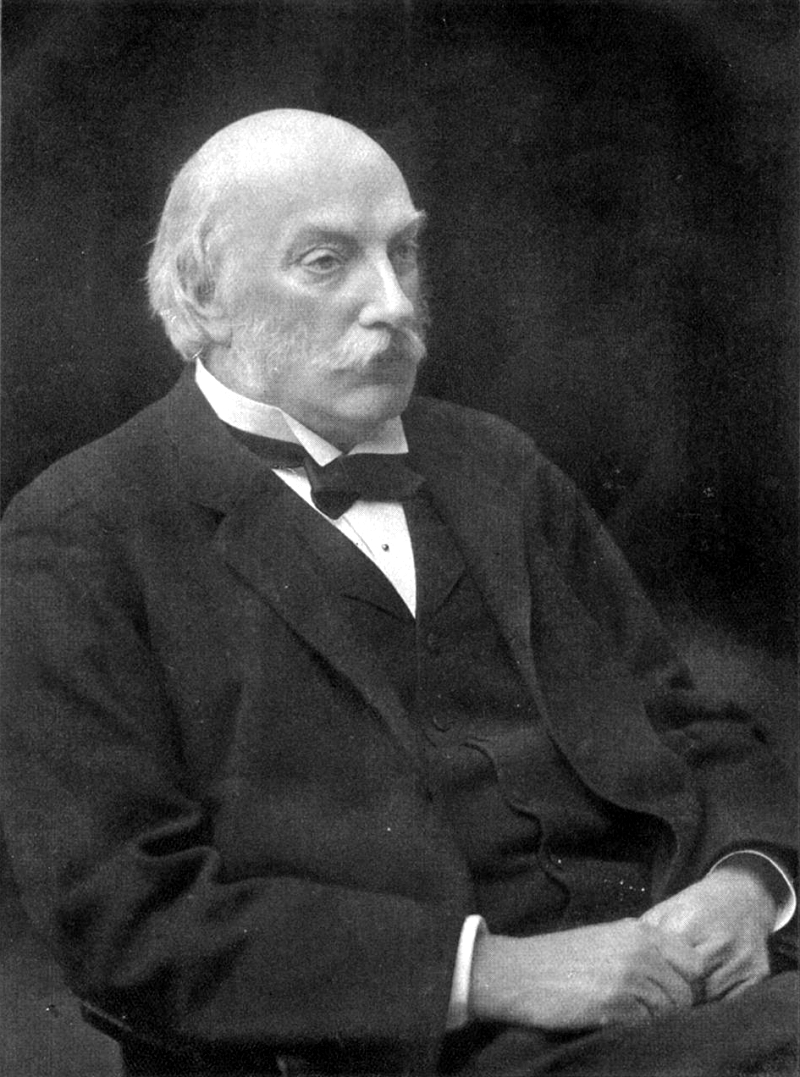
John Strutt, 3er Barón Rayleigh, Senior Wrangler, 1865

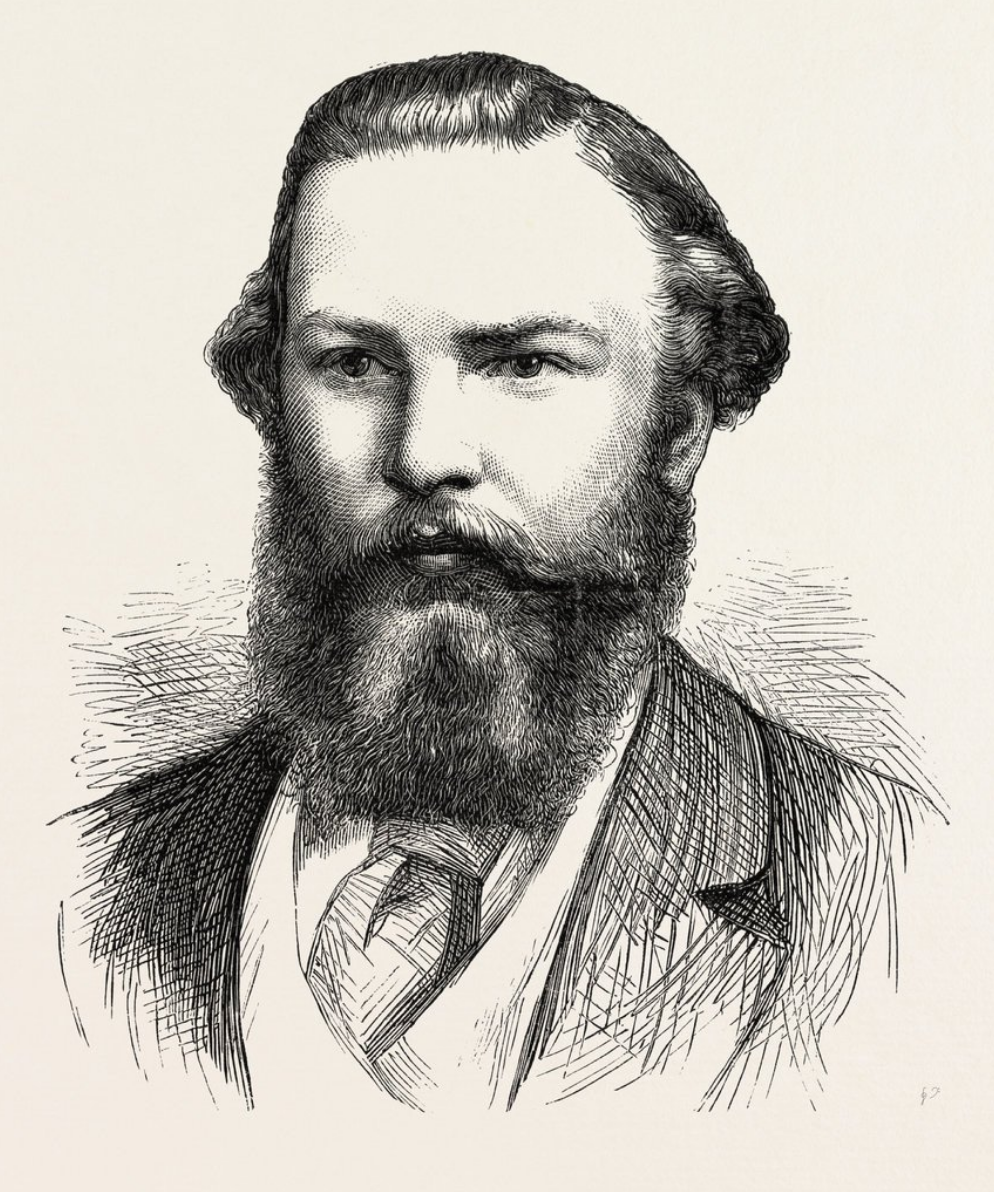
Thomas Oliver Harding, Senior Wrangler, 1863

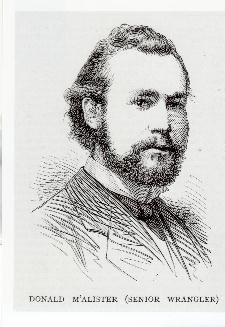
Donald MacAlister, Senior Wrangler, 1877. El retrato en una postal es un signo de la fama asociada con el puesto de Senior Wrangler

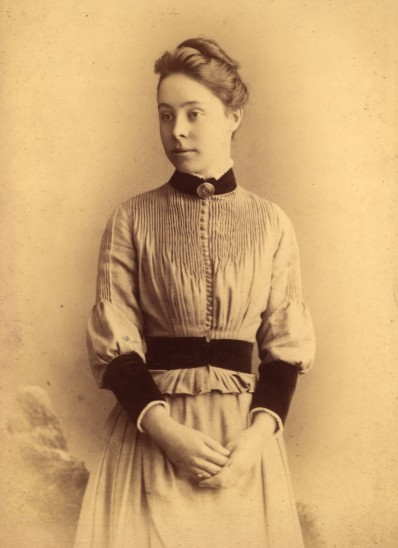
Philippa Fawcett, clasificada "por encima del Wrangler Senior" en 1890

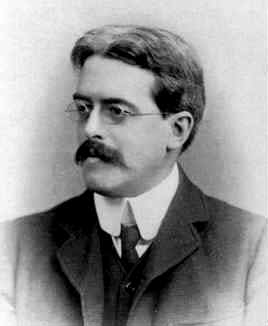
Thomas John I'Anson Bromwich, Senior Wrangler, 1895

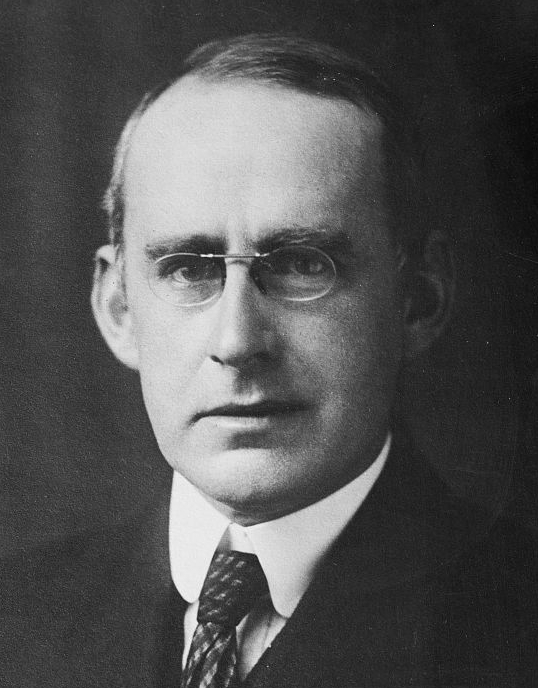
Arthur Eddington, Senior Wrangler, 1904